# Miłków (województwo lubelskie)
Miłków – wieś w Polsce położona w województwie lubelskim, w powiecie parczewskim, w gminie Siemień.
Wieś królewska w starostwie parczewskim województwa lubelskiego w 1786 roku.
W latach 1975–1998 miejscowość administracyjnie należała do województwa bialskopodlaskiego.
Wieś stanowi sołectwo w gminie Siemień. Według Narodowego Spisu Powszechnego z roku 2011 wieś liczyła 205 mieszkańców.
Wierni Kościoła rzymskokatolickiego należą do parafii Opatrzności Bożej w Parczewie.

## Części wsi
| SIMC    | Nazwa    | Rodzaj    |
| ------- | -------- | --------- |
| 0019287 | Podlasie | część wsi |

## Historia
Wieś notowana w początkach XV wieku, w roku 1409 pisana „Milkow” także „Milcow”. Stanowiła własność królewską w tenucie parczewskiej.
Tenutariusze w wieku XV
- 1409 Piotr
- 1409-31 Świętosław Żelazny
- 1416-8 Jadwiga żona Świętosława Żelaznego z Miłkowa, siostra Wojciecha i Markusza z Łuszczowa
- 1417-20 Mierzo (?)
- 1420 Andrzej Ciołek z Żelechowa (powiat stężycki) zastawia Miłków i Wolę Miłkowska za 70 grzywien Nasutowi z Brzezic i Marcinowi z Zalesia
- 1427 Marcisz i Nasuto [Nassatho, Nusoto]
- 1428 Jan z Miłkowa.
- 1433 Władysław II Jagiełło zapisuje Andrzejowi Ciołkowi z Żelechowa 100 grzywien na Miłkowie i Woli Miłkowskiej (ZDM VII 2146). 1441-5 szlachetny Jakub z Miłkowa
- 1442–1447 Mikołaj i Stanisław
- 1443-7 Andrzej
- 1491 dziedzicem Miłkowa i Woli Miłkowskiej oraz Woli Nowej zwanej Ostrów był Stanisław Ciołek z Wilczysk (w powiecie stężyckim), posesor zastawny Dorota wdowa po Janie Zieleńskim staroście łukowskim
- 1511-8 Jan Ciołek z Wilczysk tenutariusz w Miłkowie i Woli Miłkowskiej
- 1519 tenutariuszem był Sylwester Ożarowski starosta zawichojski i podkomorzy dworu królewskiego[10]

Miłków w XIX wieku stanowił wieś z folwarkiem w powiecie radzyńskim, gminie Suchowola, parafii Parczew. Około roku 1885 posiadał 20 domów i 333 mieszkańców z gruntem 411 mórg. W 1827 roku była to wieś rządowa z 18 domami i 111 mieszkańcami. Dobra Miłków i Brudna z wsiami: Miłków Pobulanka i Brudna, podług danych z 1866 roku posiadał w folwarkach Miłków 1855 mórg, zaś w atynencji Brudna mórg 64. Wieś Miłków osad 13 z gruntem 293 mórg, wieś Pohulanka osad 7, z gruntem mórg 82 zaś wieś Brudna osad 16, z gruntem mórg 278.(opis podaje Bronisław Chlebowski SgKP)